# Tesla (mértékegység)
A tesla (jele T) a mágneses indukció (vagy mágneses fluxussűrűség) SI származtatott egysége. Az egységet 1960-ban a Conférence General des Poids et Mesures (CGPM) javasolta Párizsban, Nikola Tesla szerb-amerikai feltaláló és villamosmérnök tiszteletére nevezték el.

## Definíció
1 T = 1 Wb/m2 = 1 kg·s−2·A−1

## Átváltás
1 tesla egyenlő:
- 10 000 gauss-szal (G) (CGS-egység)
- 109 gamma (γ) (geofizikában használatos)

### Példák
- A Naprendszerben a mágneses indukció értéke 0,1 és 10 nanotesla (10−10 T és 10−8 T) között van,
- a Föld mágneses mezeje 50° szélességen 20 µT (2·10−5 T), az egyenlítőn, azaz 0° szélességen pedig 31 µT (3.1·10−5 T),
- egy nagy patkómágnes mágneses tere 1 millitesla (0,001 T),
- egy napfolt mágneses tere jellemzően 0,25 T, de akár 10 T is lehet,
- a CERN CMS detektorának mágnese 4 T teret hoz létre,
- az orvosi MRI-ben 4 T a legnagyobb érték, kísérleti berendezésekben 7 T,
- a legerősebb előállított tartós mágneses tér a Floridai Állami Egyetem laboratóriumában 45 T ,
- a legerősebb mágneses tér, amit pillanatnyi időre előállítottak robbanás felhasználása nélkül laboratóriumban 91,4 T (Helmholtz Centrum, Drezda ),
- a legerősebb rövid ideig fellépő mágneses teret, amit laboratóriumban mértek, robbanással hozták létre az oroszországi Szarovban 2800 T,
- neutroncsillagokban 1 és 100 megatesla között (106 T – 108 T),
- magnetárokban 0,1 és 100 gigatesla között (108 – 1011 T),
- a legnagyobb elméletileg lehetséges mágneses tér neutroncsillagban, és bármely ismert jelenségben 1013 T.